# اکوادور ۱۰۷۹۲
سیارک ۱۰۷۹۲ (به انگلیسی: 10792 Ecuador، نامگذاری:1992CQ2) ده هزار و هفتصد و نود و دومین سیارک کشف شده‌است که در ۲ فوریه ۱۹۹۲ کشف شد.
قدر مطلق سیارک برابر ۱۲٫۷۰ است.